# Rio Ferdinand
Rio Ferdinand (* 7. listopadu 1978, Peckham, Londýn, Velká Británie) je anglický fotbalový obránce, reprezentant.

## Klubová kariéra
Ferdinand v roce 1992 vstoupil do fotbalové akademie West Hamu United. Svou seniorskou premiéru si odbyl 5. května 1996 jako střídající náhradník v remízovém utkání proti Sheffieldu Wednesday. Ke svému reprezentačnímu debutu nastoupil v roce 1998 v přátelském utkání proti Kamerunu. Svou zemi reprezentoval na mistrovstvích světa 1998 a 2002.
V listopadu 2000 přestoupil za rekordní částku v anglickém fotbale, 18 milionů liber, do Leedsu United. V srpnu 2001 se stal kapitánem Leedsu. Přestupový rekord překonal i v roce 2002, kdy se stal nejdražším hráčem Anglie, když za 30 milionů liber přestoupil do klubu Premier League Manchesteru United. V závěru sezóny 2012/13 byl zařazen do Jedenáctky roku Premier League (Premier League Team of the Year).
Na konci sezóny 2013/14 mu Manchester United neprodloužil smlouvu a Ferdinand se tak stal volným hráčem. V červnu 2014 podepsal jednoroční smlouvu s nováčkem v Premier League Queens Park Rangers FC.